# Federal'naja služba bezopasnosti
Il Servizio federale per la sicurezza della Federazione Russa (in russo Федера́льная слу́жба безопа́сности Росси́йской Федера́ции?, Federál'naja služba bezopásnosti Rossijskoj Federácii), noto con la sigla FSB (ФСБ, "ef-es-be"), è un'agenzia speciale federale della Federazione Russa che, nei limiti delle sue competenze, svolge compiti per garantire la sicurezza interna della Federazione Russa.
L'FSB non nacque subito dopo la dissoluzione dell'Unione Sovietica, ma venne preceduto dall'FSK (Servizio di Controspionaggio Federale), attivo dal 1991 al 1995. Il 3 aprile 1995, Boris El'cin firmò il documento che dava il via alla riorganizzazione e alla espansione dell'FSK, che divenne quindi l'FSB.
La sua sede si trova a Mosca e il suo stemma conserva la spada e lo scudo già presenti in quello dei servizi precedenti (oltre al KGB, anche l'NKVD).

## Storia

### Riorganizzazione del KGB
Il Servizio di sicurezza federale è una delle organizzazioni successore del Comitato sovietico per la sicurezza dello Stato (KGB). Dopo il tentativo di colpo di stato del 1991, in cui alcune unità del KGB e il capo del KGB Vladimir Krjučkov avevano svolto un ruolo importante, il KGB è stato smantellato e ha cessato di esistere dal novembre 1991. Nel dicembre 1991, due agenzie governative responsabili nei confronti del presidente russo sono state create dai decreti del presidente Eltsin sulla base delle direzioni principali del defunto KGB: il Servizio di intelligence estero, SVR, (ex 1ª Direzione Principale) e l'Agenzia federale delle comunicazioni e dell'Informazione del governo, FAPSI, che univa le funzioni delle ex 8ª Direzione Principale e 16ª Direzione Principale del KGB.
Nel gennaio 1992, un'altra nuova istituzione, il Ministero della Sicurezza, ha assunto le responsabilità della sicurezza interna e delle frontiere.
A seguito della crisi costituzionale del 1993, il 21 dicembre 1993 il Ministero della Sicurezza è stato riorganizzato nel Servizio federale di controspionaggio (FSK). L'FSK era guidato da Sergej Stepašin. Prima dell'inizio delle principali attività militari della prima guerra cecena, l'FSK era responsabile delle operazioni segrete contro i separatisti guidati da Džochar Dudaev.

### Creazione dell'FSB
Nel 1995, l'FSK è stato ribattezzato e riorganizzato in Servizio di sicurezza federale (FSB) dalla legge federale "Sul servizio di sicurezza federale"  firmata dal presidente il 3 aprile 1995. Le riforme dell'FSB sono state completate dal decreto n. 633, firmato da Boris El'cin il 23 giugno 1995. Il decreto ha reso più specifici i compiti dell'FSB, conferendo all'FSB diritti sostanziali di condurre attività crittografiche, e ha descritto i poteri del direttore dell'FSB. Il numero dei vicedirettori è stato portato a 8: 2 primi deputati, 5 responsabili di dipartimenti e direzioni e 1 vicedirettore a capo della città di Mosca e della direzione regionale di Mosca. El'cin ha nominato il colonnello generale Michail Ivanovič Barsukov come nuovo direttore dell'FSB.
Nel 1998 El'cin nominò Vladimir Putin, un veterano del KGB che sarebbe poi succeduto a El'cin, come direttore dell'FSB. Putin era riluttante ad assumere la direzione, ma una volta nominato condusse una profonda riorganizzazione, che includeva il licenziamento della maggior parte del personale di vertice dell'FSB.
Putin ha nominato Nikolaj Patrušev capo dell'FSB nel 1999.

### Ruolo nella seconda guerra cecena
Dopo che la principale offensiva militare della seconda guerra cecena si è conclusa e i separatisti hanno cambiato tattica in guerriglia, il comando generale delle forze federali in Cecenia è stato trasferito dai militari all'FSB nel gennaio 2001. Mentre l'esercito non disponeva di mezzi tecnici per rintracciare la guerriglia gruppi, l'FSB mancava di intelligence sufficiente a causa della sua incapacità di costruire reti di agenti e informatori. Nell'autunno del 2002, i separatisti hanno lanciato una massiccia campagna di terrorismo contro i civili russi, compreso l'attacco al teatro Dubrovka. L'incapacità delle forze federali di condurre efficienti operazioni antiterrorismo ha portato il governo a trasferire la responsabilità del "mantenere l'ordine" in Cecenia dall'FSB al Ministero degli Affari Interni (MVD) nel luglio 2003. 

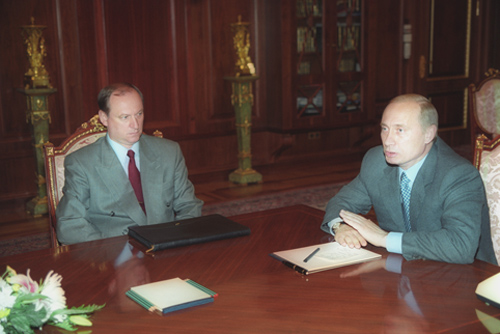
Il 9 agosto 2000 il presidente Putin incontra il direttore dell'FSB Nikolaj Patrušev

### Riforme Putin
Dopo essere diventato presidente, Vladimir Putin ha lanciato un'importante riorganizzazione dell'FSB. In primo luogo, l'FSB è stato posto sotto il controllo diretto del Presidente con un decreto emesso il 17 maggio 2000.  La struttura interna dell'agenzia è stata riformata con decreto firmato il 17 giugno 2000. Nella struttura risultante, l'FSB doveva avere un direttore, un primo vicedirettore e altri nove vicedirettori, tra cui un possibile segretario di Stato e i capi di sei dipartimenti: Dipartimento di Sicurezza Economica, Dipartimento di Controspionaggio, Servizio Organizzazione e Personale, Dipartimento di erogazione delle attività, Dipartimento di Analisi, Previsione e Pianificazione Strategica, Dipartimento per la Tutela del Sistema Costituzionale e la Lotta al Terrorismo.
Nel 2003 le responsabilità dell'agenzia sono state notevolmente ampliate. Il servizio di guardia di frontiera della Russia, con il suo personale di 210.000 dipendenti, è stato integrato nell'FSB tramite un decreto firmato l'11 marzo 2003. La fusione è stata completata entro il 1º luglio 2003. Inoltre, l'Agenzia federale per la comunicazione e l'informazione del governo (FAPSI) è stato abolito e all'FSB è stata attribuita una parte importante delle sue funzioni, mentre altre parti sono andate al Ministero della Difesa.
Tra le ragioni di questo rafforzamento dell'FSB c'erano la maggiore necessità di sicurezza dopo l'aumento degli attacchi terroristici contro i civili russi a partire dalla crisi degli ostaggi del teatro di Mosca; la necessità di porre fine alle lotte interne permanenti tra FSB, FAPSI e Guardie di frontiera a causa delle loro funzioni sovrapposte; e la necessità di una risposta più efficiente alla migrazione, al traffico di droga e al commercio illegale di armi. È stato anche sottolineato che l'FSB era l'unica base di potere del nuovo presidente, e la ristrutturazione ha quindi rafforzato la posizione di Putin.
Il 28 giugno 2004, in un discorso agli alti ufficiali dell'FSB, Putin ha sottolineato tre compiti principali dell'agenzia: neutralizzare lo spionaggio straniero, salvaguardare la sicurezza economica e finanziaria del paese e combattere la criminalità organizzata.
Nel settembre 2006, l'FSB è stato scosso da un importante rimpasto che, combinato con alcune precedenti riassegnazioni (in particolare, quelle dei vicedirettori dell'FSB Jurij Zaostrovcev e Vladimir Anisimov rispettivamente nel 2004 e nel 2005), erano ampiamente ritenute collegate allo scandalo per la corruzione delle tre balene che si era lentamente sviluppato dal 2000.
Dal 2008, l'agenzia ha un direttore, due primi vicedirettori e 5 vicedirettori. Ha le seguenti 9 divisioni:
1. Controspionaggio
2. Servizio per la Difesa dell'Ordine Costituzionale e Lotta al Terrorismo
3. Servizio di frontiera
4. Servizio di sicurezza economica
5. Informazioni attuali e collegamenti internazionali
6. Servizio organizzativo e del personale
7. Dipartimento di monitoraggio
8. Servizio Scientifico e Tecnico
9. Servizio di sicurezza organizzativa

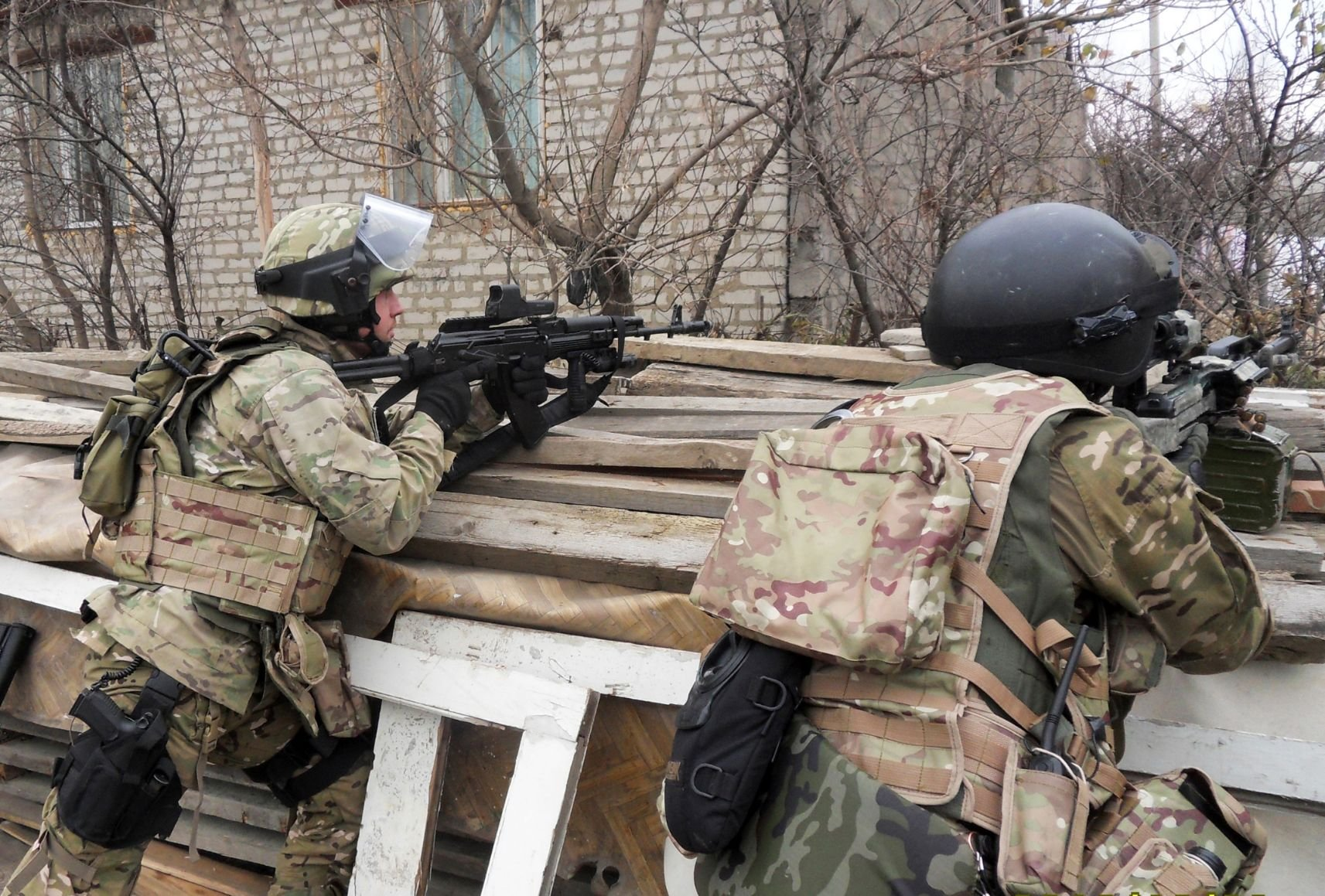
Membri delle forze speciali dell'FSB durante un'operazione speciale a Machačkala.

### Operazioni antiterrorismo
A partire dalla crisi degli ostaggi del teatro di Mosca nel 2002, la Russia ha dovuto far fronte a livelli crescenti di terrorismo. Durante l'assedio al teatro di Mosca e alla scuola di Beslan, le unità Specnaz dell'FSB del gruppo Alpha e Vympel hanno svolto un ruolo chiave nelle operazioni di rilascio degli ostaggi. Tuttavia, la loro azione è stata criticata a causa dell'elevato numero di vittime di ostaggi.
Nel 2006, l'FSB ha ucciso con successo Šamil' Basaev, la persona dietro la tragedia di Beslan e molti altri atti terroristici di alto profilo. Secondo l'FSB, l'operazione è stata pianificata in sei mesi e resa possibile grazie all'aumento delle attività dell'FSB nei paesi stranieri che fornivano armi ai terroristi. Basaev è stato rintracciato tramite la sorveglianza di questo traffico di armi. Basaev e altri militanti si stavano preparando a compiere un attacco terroristico in Inguscezia quando gli agenti dell'FSB hanno distrutto il loro convoglio, 12 militanti furono uccisi.
Durante gli ultimi anni della seconda presidenza di Vladimir Putin, gli attacchi terroristici in Russia sono diminuiti, passando da 257 nel 2005 a 48 nel 2007. L'analista militare Vitalij Šlykov ha elogiato l'efficacia delle agenzie di sicurezza russe, affermando che l'esperienza appresa in Cecenia e il Daghestan sono stati la chiave del successo. Nel 2008, la rivista Foreign Policy dell'American Carnegie Endowment ha definito la Russia "il peggior posto per essere un terrorista" e ha evidenziato in particolare la volontà della Russia di dare la priorità alla sicurezza nazionale rispetto ai diritti civili.
Nel 2010, le forze russe, guidate dall'FSB, erano riuscite a eliminare la leadership di alto livello dell'insurrezione cecena, ad eccezione di Dokka Umarov.

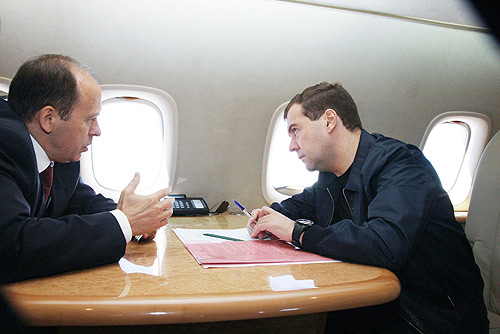
Il presidente Dmitrij Medvedev incontra il direttore dell'FSB Aleksandr Bortnikov nel giugno 2009

### Aumento del terrorismo ed espansione dei poteri dell'FSB
A partire dal 2009, il livello di terrorismo in Russia è nuovamente aumentato, in particolare gli attacchi suicidi. Tra febbraio 2005 e agosto 2008, nessun civile è stato ucciso in tali attacchi. Tuttavia, nel 2008, almeno 17 sono stati uccisi e nel 2009 il numero è salito a 45.
Nel marzo 2010, militanti islamisti hanno organizzato gli attentati alla metropolitana di Mosca del 2010, che hanno ucciso 40 persone. Una delle due esplosioni è avvenuta alla stazione di Lubjanka, vicino al quartier generale dell'FSB. Il leader militante Dokka Umarov, si è assunto la responsabilità degli attacchi. Nel luglio 2010, il presidente Dmitrij Medvedev ha ampliato i poteri dell'FSB nella sua lotta al terrorismo. Gli ufficiali dell'FSB hanno ricevuto il potere di emettere avvertimenti ai cittadini su azioni che potrebbero portare a commettere reati e arrestare persone per 15 giorni se non rispettano gli ordini impartiti dagli agenti. La legge è stata duramente criticata dalle organizzazioni per i diritti umani.

### Ruolo in Ucraina
Dal 2014, l'FSB ha dedicato ingenti risorse alla preparazione per l'acquisizione da parte della Russia dell'Ucraina. Sebbene fossero coinvolti anche l'SVR e il GRU (servizi di intelligence stranieri e militari) russi, l'FSB ha avuto un ruolo guida nelle "operazioni di intelligence e influenza". Il quinto servizio dell'FSB, denominato anche "Dipartimento per le informazioni operative" e "Servizio per le informazioni operative e le relazioni internazionali", è dichiarato dalla BBC e da Radio Free Europe come controspionaggio negli ex territori dell'Unione Sovietica, lavoro precedentemente svolto dal KGB Quinto servizio. La sua nona direzione del Quinto servizio prende di mira l'Ucraina. Secondo un rapporto del Royal United Services Institute che cita agenti di interviste e analisti del servizio di sicurezza dell'Ucraina, il team dell'FSB Ucraina si è notevolmente ampliato nel luglio 2021 e nel febbraio 2022 aveva "circa 200 ufficiali" sebbene la maggior parte dei team sia composta da soli 10-20.
Prima dell'invasione del 2022, le agenzie di intelligence in Ucraina, Germania, Regno Unito e Stati Uniti hanno riferito che l'FSB prevedeva di sostituire i leader eletti dell'Ucraina con gli ucraini che ora vivono in Russia. Nel 2014, secondo un analista militare russo, l'FSB ha gravemente fuorviato Putin affermando che gli ucraini avrebbero accolto con favore un'invasione russa della Crimea per liberarli dai "fascisti" (in realtà neo-nazisti, come Pravyj Sektor, Battaglione Azov, Svoboda e altri, assurti alla ribalta nel corso del Maidan). Secondo Radio Free Europe, nel 2022, l'FSB ha nuovamente promesso vittoria facile se la Russia avesse invaso l'Ucraina.
Con l'inizio dell'invasione russa dell'Ucraina nel 2022, il controspionaggio ucraino ha ripetutamente affermato che l'FSB ha subito fallimenti nella sicurezza delle operazioni, inclusi atti di insubordinazione e possibile sabotaggio. Nel marzo 2022, il sistema di comunicazione crittografato della Russia in Ucraina è diventato inutile dopo che l'esercito russo ha distrutto i ripetitori di telefoni cellulari. L'intelligence ucraina ha riferito che i membri dell'FSB stavano divulgando loro informazioni, inclusa l'ubicazione dei commando ceceni inviati per assassinare Zelens'kyj. L'11 marzo 2022, il giornalista investigativo Andrej Soldatov ha riferito che il capo del Quinto Servizio Sergej Beseda e il suo vice, Anatolj Boljuch erano agli arresti domiciliari a causa del malcontento di Putin per i fallimenti dell'intelligence riguardo all'invasione dell'Ucraina. L'11 aprile 2022, il Times, citando fonti anonime che avevano parlato con il direttore esecutivo di Bellingcat Christo Grozev, ha riferito che Beseda è stato trasferito nella prigione di Lefortovo, teatro di esecuzioni di massa durante le purghe di Stalin. Lo stesso rapporto afferma che oltre 100 agenti dell'FSB del Quinto Servizio erano stati licenziati. Il Times di Londra riporta anche che "si pensa che" il Quinto Servizio sia ora guidato dall'ex subordinato di Beseda, Grigorij Grišaev.
Un funzionario dell'intelligence ucraina ha affermato che l'FSB ha speso milioni per reclutare una rete di collaboratori filo-russi che alla fine hanno detto a Putin e ai suoi massimi consiglieri, tra cui l'attuale direttore dell'FSB, quello che volevano sentire. Ci sono state una serie di presunte lettere trapelate da analisti dell'FSB, rese pubbliche dopo l'inizio dell'invasione, che riportano lo stesso tipo di problema, ad esempio: "Devi scrivere l'analisi in un modo che renda la Russia la vincitrice... altrimenti vieni interrogato per non aver fatto un buon lavoro".

## Funzioni

### Controspionaggio
Nel 2011, l'FSB ha dichiarato di aver denunciato 199 spie straniere, comprese 41 spie professioniste e 158 agenti impiegati dai servizi di intelligence stranieri. Il numero è aumentato negli ultimi anni: nel 2006 l'FSB avrebbe catturato circa 27 ufficiali dell'intelligence straniera e 89 agenti stranieri. Confrontando storicamente il numero di spie scoperte, l'allora direttore dell'FSB Nikolaj Kovalëv disse nel 1996: "Non c'è mai stato un tale numero di spie da noi arrestate da quando gli agenti tedeschi furono inviati durante gli anni della seconda guerra mondiale".
In un caso di alto profilo di spionaggio straniero, l'FSB ha affermato nel febbraio 2012 che un ingegnere che lavorava al Cosmodromo di Pleseck, il principale centro spaziale russo per i lanci militari, era stato condannato a 13 anni di carcere con l'accusa di tradimento di stato. Un tribunale ha ritenuto che l'ingegnere avesse venduto informazioni sulla sperimentazione di nuovi sistemi missilistici strategici russi alla CIA americana.
Un certo numero di scienziati è stato accusato di spionaggio ed esportazioni illegali di tecnologia dall'FSB sin dalla sua fondazione; esempi includono il ricercatore Igor' Sutjagin, il fisico Valentin Danilov, il chimico Oleg Korobejničev, l'accademico Oskar Kajbyšev e il fisico Jurij Ryžov. L'ecologo e giornalista Aleksandr Nikitin, che ha lavorato con la Fondazione Bellona, è stato accusato di spionaggio. Ha pubblicato materiale che espone i rischi posti dalla flotta nucleare della Marina russa. È stato assolto nel 1999 dopo aver trascorso diversi anni in carcere (il suo caso è stato riesaminato 13 volte mentre era in carcere). Nell'agosto 2021, l'FSB ha arrestato l'esperto di fisica del plasma Aleksandr Kuranov, capo progettista dell'Hypersonic Systems Research Center a San Pietroburgo. Kuranov è sospettato di aver passato informazioni segrete a uno straniero sulla tecnologia ipersonica; ha supervisionato il concept design del velivolo ipersonico Ayaks/Ajax e ha condotto un simposio scientifico Russia-USA per diversi anni.
Altri casi di accusa sono i casi del giornalista investigativo ed ecologista Grigorij Pasko, Vladimir Petrenko, che ha descritto il pericolo rappresentato dalle scorte di guerra chimica militare, e Nikolaj Ščur, presidente del Fondo ecologico Snežinskij. Altre persone arrestate includono Viktor Orechov, un ex ufficiale del KGB che ha assistito i dissidenti sovietici, Vladimir Kazancev, che ha rivelato acquisti illegali di dispositivi di intercettazione da aziende straniere, e Vil Mirzayanov, che aveva scritto che la Russia stava lavorando a un'arma a gas nervino. 

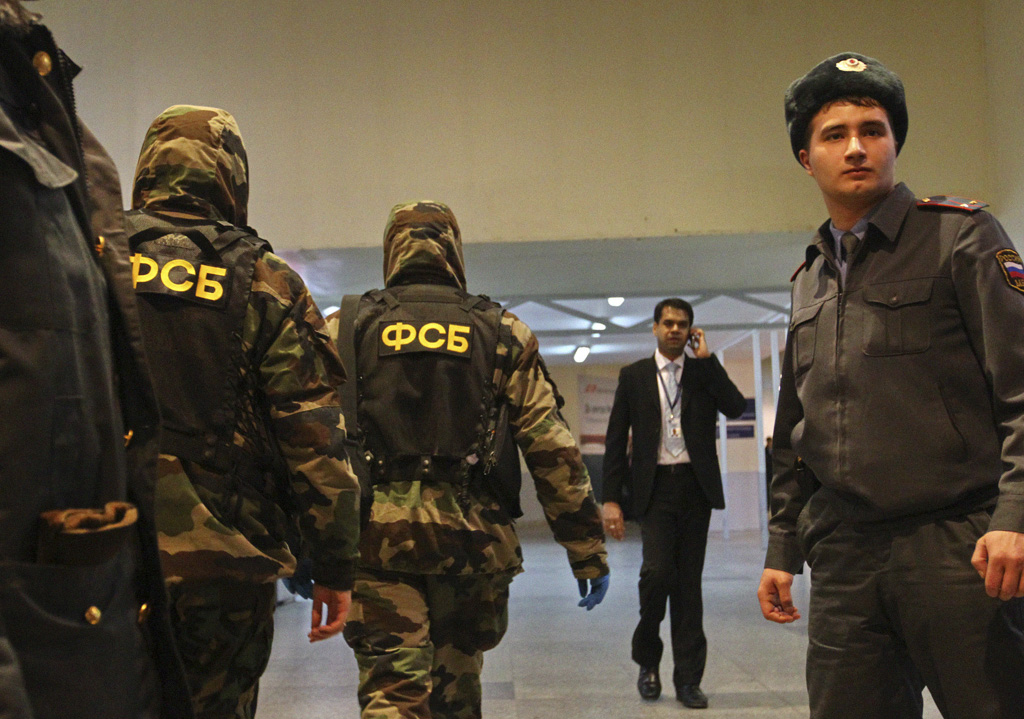
Ufficiali dell'FSB sulla scena dell'attentato all'aeroporto internazionale di Domodedovo nel 2011.

### Antiterrorismo
Nel 2011, l'FSB ha impedito 94 "crimini di natura terroristica", inclusi otto attacchi terroristici. In particolare, l'agenzia ha sventato un attentato suicida pianificato a Mosca alla vigilia di Capodanno. Tuttavia, l'agenzia non è riuscita a impedire che i terroristi perpetrassero l'attentato all'aeroporto internazionale di Domodedovo. Nel corso degli anni, l'FSB e le organizzazioni affiliate per la sicurezza dello stato hanno ucciso tutti i presidenti della Repubblica cecena di Ichkeria, inclusi Džochar Dudaev, Zelimchan Jandarbiev, Aslan Maschadov e Abdul-Chalim Saidullaev. Poco prima della sua morte, Saidullaev ha affermato che il governo russo ha ucciso "a tradimento" Maschadov, dopo averlo invitato a "parlare" e aver promesso la sua sicurezza "al più alto livello". Durante la crisi degli ostaggi del teatro di Mosca e della scuola di Beslan, tutti i sequestratori sono stati uccisi sul posto dalle forze specnaz dell'FSB. Solo uno dei sospetti, Nur-Paši Kulaev, è sopravvissuto ed è stato condannato in seguito dal tribunale. È stato riferito che più di 100 leader di gruppi terroristici sono stati uccisi durante 119 operazioni nel Caucaso settentrionale nel 2006.
Il 28 luglio 2006 l'FSB ha presentato un elenco di 17 organizzazioni terroristiche riconosciute dalla Corte Suprema della Federazione Russa al quotidiano Rossijskaja Gazeta, che lo ha pubblicato quel giorno. Commentando l'elenco, Jurij Sapunov, capo dell'antiterrorismo presso l'FSB, ha indicato tre criteri principali necessari per l'inserimento nell'elenco delle organizzazioni.

### Intelligence straniera
Secondo alcune fonti non ufficiali, dal 1999, l'FSB ha anche il compito di raccogliere informazioni sul territorio dei paesi della CSI, in cui all'SVR è legalmente vietato svolgere attività di spionaggio ai sensi degli accordi intergovernativi. Tale attività è conforme all'articolo 8 della legge federale sull'FSB. Secondo il Royal United Services Institute, il Dipartimento per le informazioni operative dell'FSB "è responsabile della raccolta dei dati sul "vicino estero" della Russia, avendo rilevato il lavoro del Quinto servizio del KGB, che gestiva il controspionaggio all'interno dei territori dell'Unione Sovietica.

### Uccisioni mirate
Nell'estate del 2006, all'FSB è stato conferito il potere legale di impegnarsi in uccisioni mirate di sospetti terroristi all'estero, se così fosse stato ordinato dal presidente.

### Protezione delle frontiere
Il Servizio federale della guardia di frontiera fa parte dell'FSB dal 2003. La Russia ha 61.000 chilometri di confini marittimi e terrestri, 7.500 chilometri dei quali con il Kazakistan e 4.000 chilometri con la Cina.
La protezione di un kilometro costa circa 1 milione di rubli all'anno.

#### Controllo delle esportazioni
L'FSB è impegnato nello sviluppo della strategia russa di controllo delle esportazioni ed esamina le bozze di accordi internazionali relativi al trasferimento di beni e tecnologie militari e a duplice uso. Il suo ruolo principale nella sfera della non proliferazione è di raccogliere informazioni per prevenire l'esportazione illegale di tecnologia e materiali nucleari controllati.

## Direttori
- Viktor Barannikov (15 gennaio 1992 – 27 luglio 1993)
- Nikolaj Goluško (28 luglio 1993 – 28 febbraio 1994)
- Sergej Stepašin (3 marzo 1994 – 30 giugno 1995)
- Anatoly Safonov (30 giugno 1995 – 24 luglio 1995)
- Michail Barsukov (24 luglio 1995 – 20 giugno 1996)
- Nikolaj Kovalëv (20 giugno 1996 – 25 luglio 1998)
- Vladimir Putin (25 luglio 1998 – 9 agosto 1999)
- Nikolaj Patrušev (9 agosto 1999 – 12 maggio 2008)
- Aleksandr Bortnikov (12 maggio 2008 –  in carica)

## Accuse
I servizi di sicurezza dell'FSB sono stati accusati di essere implicati nell'assassinio di due nomi celebri, uccisi sul finire del 2006:
- Aleksandr Litvinenko: ex membro del servizio di sicurezza, rifugiatosi nel Regno Unito e avvelenato a Londra con una dose di Polonio-210 il 23 novembre 2006[29], dopo aver accusato pubblicamente Putin e l'FSB di aver commissionato gli attentati di Mosca del settembre 1999.[30]Il quartier generale dell'ex KGB oggi FSB, a MoscaKamaz-63968 in uso al Gruppo "Alpha" dell'FSB

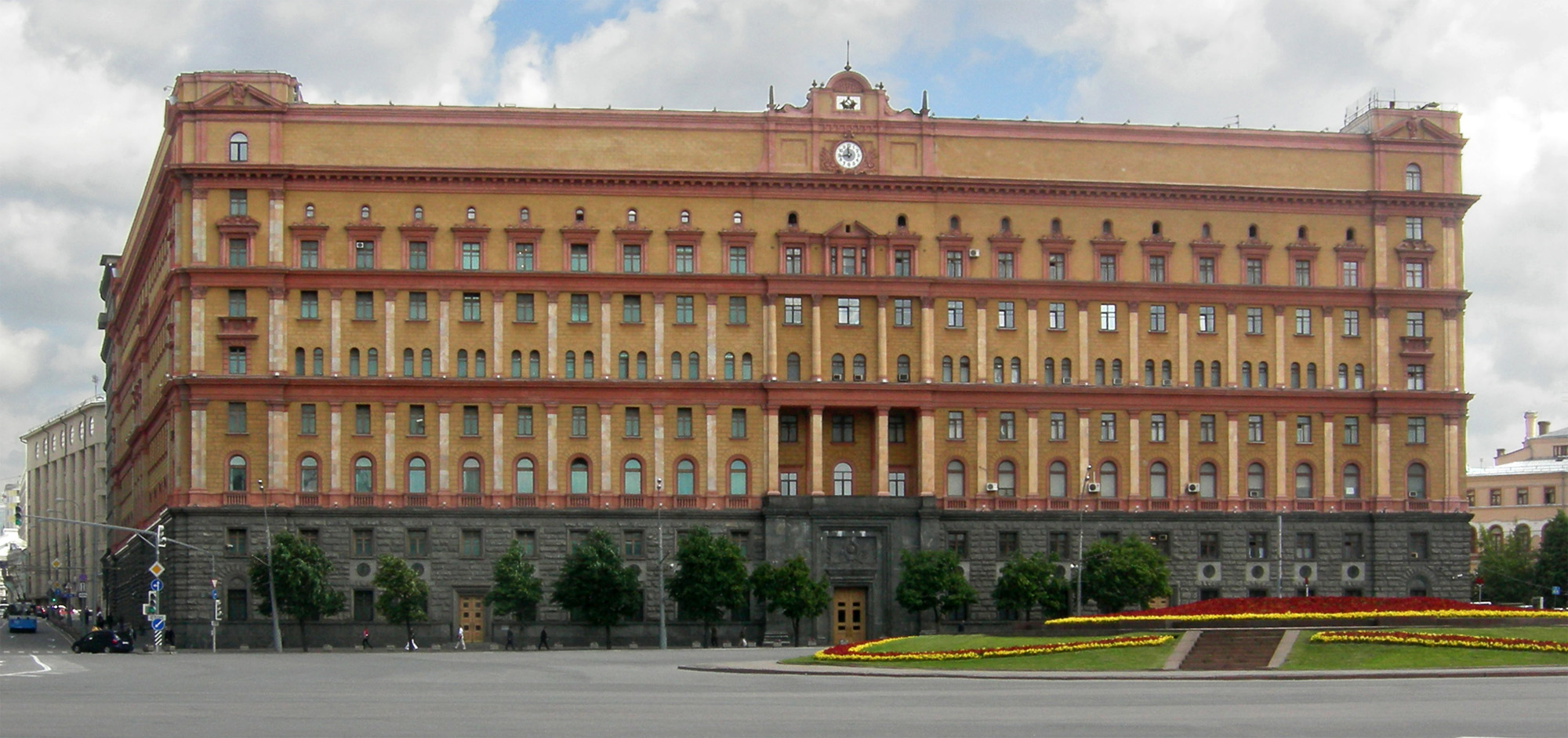
Il quartier generale dell'ex KGB oggi FSB, a Mosca

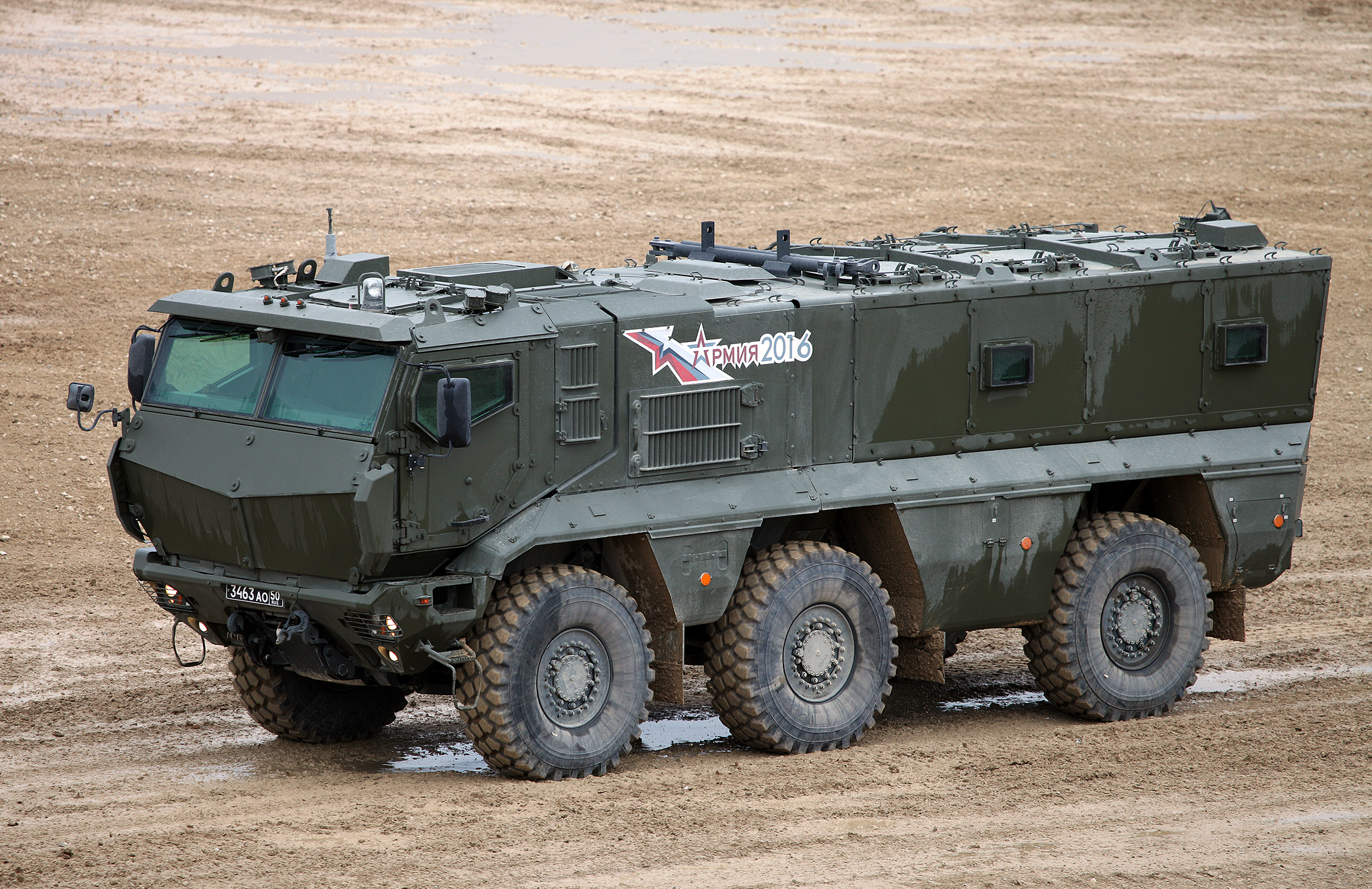
Kamaz-63968 in uso al Gruppo "Alpha" dell'FSB

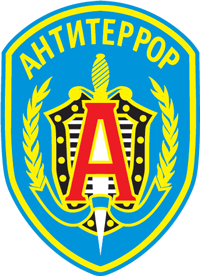
Emblema del Gruppo "Alpha" dell'FSB della Federazione Russa.

- Anna Politkovskaja: giornalista più volte protagonista di affermazioni ed articoli critici con il presidente e a difesa dei diritti umani ed uccisa nel giorno del compleanno dello stesso Putin (7 ottobre 2006) da quattro colpi di pistola nell'androne del suo condominio a Mosca, mentre rincasava dopo aver fatto acquisti.

Il film documentario di Andrej Nekrasov, Rebellion: The Litvinenko Case, uscito nel 2007, parla di entrambe le vicende e del possibile ruolo dell'FSB in esse, considerando che le morti erano già avvenute.
Inoltre, l'FSB è stato accusato dal The Guardian di usare tecniche di intimidazione psicologica su giornalisti e diplomatici occidentali, con l'intenzione di influenzare il loro lavoro in Russia. Queste tecniche includerebbero incursioni nelle case degli obiettivi per lo spostamento o la sostituzione di alcuni oggetti all'interno con altri leggermente diversi (simile allo zersetzung o gaslighting utilizzato dalla Stasi), oppure l'invio, alle mogli di obiettivi di sesso maschile, di strumenti erotici, il tutto con l'intento di confondere e spaventare le vittime. Il giornalista del Guardian Luke Harding sostiene di essere stato vittima di queste tecniche.
Altre azioni attribuite o sospettate: avvelenamento di Aleksej Naval'nyj su un aereo in Russia (sopravvissuto e poi deceduto in carcere); avvelenamento di Elena Kostyuchenko in Germania (sopravvissuta), il tentato omicidio a martellate di Leonid Volkov a Vilnius, avvelenamento di Sergej Skripal' e sua figlia a Salisbury (sopravvissuti), il doppio tentativo di avvelenamento di Vladimir Kara-Murza a Mosca, il tentativo di compromissione con foto pedopornografiche di Vladimir Bukovskij a Cambridge, l'incidente aereo mortale di Evgenij Prigožin in Russia, l'assassinio di Boris Nemcov a Mosca, le bombe nei palazzi in Russia, i due tentati omicidi del blogger ucraino Serhii Sternenko a Kiev, l'omicidio di Zelimkhan Khangoshvili a Berlino, l'aggressione con vernice rossa a Dmitrij Muratov.